# تيد دانيال
تيد دانيال (بالإنجليزية: Ted Daniel)‏ هو موسيقي أمريكي، ولد في 4 يونيو 1943 في أوسينينغ في الولايات المتحدة.

## وصلات خارجية
- تيد دانيال على موقع ميوزك برينز (الإنجليزية)
- تيد دانيال على موقع ديسكوغز (الإنجليزية)